# Premio Brasil Olímpico
El Premio Brasil Olímpico (en portugués: Prêmio Brasil Olímpico) es el nombre que reciben los galardones que entrega anualmente el Comité Olímpico Brasileño.

## Historia y estructura
Los premios fueron creados en 1999 por el Comité Olímpico Brasileño (COB) con el objetivo de crear un galardón que sirviera de máximo reconocimiento a los deportistas de dicho país. La ceremonia de entrega tiene lugar en Río de Janeiro, a excepción de la primera edición, que se celebró en São Paulo. Los premios estaban divididos en dos categorías, masculina y femenina. Para poder optar al premio, el deportista debe estar afiliado a una confederación deportiva que forme parte del programa olímpico. Cada confederación debe proponer a una persona (hombre o mujer) como representante de su deporte y, de entre todos los nominados, el COB escoge a tres hombres y tres mujeres para formar la lista de finalistas. Además, en la lista definitiva también entran los ganadores de la edición anterior, en caso de que no formen parte de ese sexteto. Desde 2023, el galardón al deportista del año recibe el nombre de Premio Rey Pelé, en homenaje a Edson Arantes do Nascimento, fallecido un año antes.
Los Premios Brasil Olímpico han ido incorporando categorías con el tiempo. En 2001 se creó el Trofeo Adhemar Ferreira da Silva (en honor al primer bicampeón olímpico brasileño, fallecido aquel mismo año) que premia anualmente a un deportista retirado, y desde 2014 se otorga el Premio de la Afición (Prêmio da Torcida), elegido por votación popular por internet. Otros trofeos son los de mejores deportistas paralímpicos, entrenador individual, entrenador de equipo y el premio al espíritu olímpico. En 2023 se añadieron nuevas categorías: mejores equipos, mejor regreso y deportista revelación.

## Vencedores
| Año  | Mejor atleta (masculino)   | Mejor atleta (femenino)      | Trofeo Adhemar Ferreira da Silva | Atleta de la Afición |
| ---- | -------------------------- | ---------------------------- | -------------------------------- | -------------------- |
| 1999 | Gustavo Kuerten            | Maurren Maggi                | —                                | —                    |
| 2000 | Gustavo Kuerten            | Leila Barros                 | —                                | —                    |
| 2001 | Robert Scheidt             | Daniele Hypólito             | Nelson Prudêncio                 | —                    |
| 2002 | Nalbert Bitencourt         | Daniele Hypólito             | João Gonçalves Filho             | —                    |
| 2003 | Fernando Meligeni          | Daiane dos Santos            | Amaury Pasos                     | —                    |
| 2004 | Vanderlei Cordeiro de Lima | Daiane dos Santos            | Maria Lenk                       | —                    |
| 2005 | João Derly                 | Natália Falavigna            | Agberto Guimarães                | —                    |
| 2006 | Giba                       | Laís Souza                   | Aída dos Santos                  | —                    |
| 2007 | Thiago Pereira             | Jade Barbosa                 | André Gustavo Richer             | —                    |
| 2008 | César Cielo                | Maurren Maggi                | João Havelange                   | —                    |
| 2009 | César Cielo                | Sarah Menezes                | Joaquim Cruz                     | —                    |
| 2010 | Murilo Endres              | Fabiana Murer                | Éder Jofre                       | —                    |
| 2011 | César Cielo                | Fabiana Murer                | Bernard Rajzman                  | —                    |
| 2012 | Arthur Zanetti             | Sheilla Castro               | Hortência Marcari                | —                    |
| 2013 | Jorge Zarif                | Poliana Okimoto              | Torben Grael                     | —                    |
| 2014 | Arthur Zanetti             | Kahena Kunze y Martine Grael | Vanderlei Cordeiro de Lima       | Flávia Saraiva       |
| 2015 | Isaquias Queiroz           | Ana Marcela Cunha            | Gustavo Kuerten                  | Thiago Pereira       |
| 2016 | Isaquias Queiroz           | Rafaela Silva                | Bernardinho                      | Rafaela Silva        |
| 2017 | Marcelo Melo               | Mayra Aguiar                 | Lars Grael                       | Caio Bonfim          |
| 2018 | Isaquias Queiroz           | Ana Marcela Cunha            | Jacqueline Silva                 | Henrique Avancini    |
| 2019 | Arthur Mariano             | Beatriz Ferreira             | Oscar Schmidt                    | Hugo Calderano       |
| 2021 | Isaquias Queiroz           | Rebeca Andrade               | Janeth Arcain                    | Fernanda Garay       |
| 2022 | Alison dos Santos          | Rebeca Andrade               | Daiane dos Santos                | Hugo Calderano       |
| 2023 | Marcus D'Almeida           | Rebeca Andrade               | Chiaki Ishii                     | Flávia Saraiva       |